# Johann Czapka
Johann Viktor Czapka (* 16. September 1899 in Podersam, Böhmen; † 10. Mai 1945 in Saaz) war ein deutsch-böhmischer Jurist und Rechtsanwalt. Von 1939 bis 1945 war er Landrat des Landkreises Saaz im Reichsgau Sudetenland.

## Leben und Wirken
Czapka wurde 1899 in Podersam als Sohn des Advokaten JUDr. Johann Czapka und dessen Ehefrau Anna geb. Piffl geboren. Nach Schulbesuch, Studium der Rechtswissenschaften und Promotion zum Dr. jur. legte Czapka am 4. April 1929 die Große Juristische Staatsprüfung ab und war danach als Rechtsanwalt in Podersam in der Tschechoslowakei tätig.
Nach der Eingliederung der Region an Deutschland infolge des Münchner Abkommens im Oktober 1938 beantragte er am 24. Januar 1939 die Aufnahme in die Nationalsozialistische Deutsche Arbeiterpartei (NSDAP). Er wurde rückwirkend zum 1. November 1938 aufgenommen und erhielt die Mitgliedsnummer 6753514. Seine Frau erhielt als Kreisleiterin der Nationalsozialistischen Frauenschaft (NSF) die Mitgliedsnummer 6753513.
Im August 1939 wurde er kommissionarisch zum Landrat des Landkreises Saaz im Regierungsbezirk Eger mit Sitz in Karlsbad ernannt. Mit Wirkung vom 1. Oktober 1940 erfolgte seine definitive Ernennung zum Landrat in Saaz. Er blieb bis zum Ende des Zweiten Weltkrieges im Mai 1945 im Amt.
Mit dem Einmarsch der sowjetischen Roten Armee in Saaz am 10. Mai 1945 nahm er sich gemeinsam mit seiner Ehefrau Gertrude Czapka das Leben, indem sich beide erschossen.